# Eivind Groven

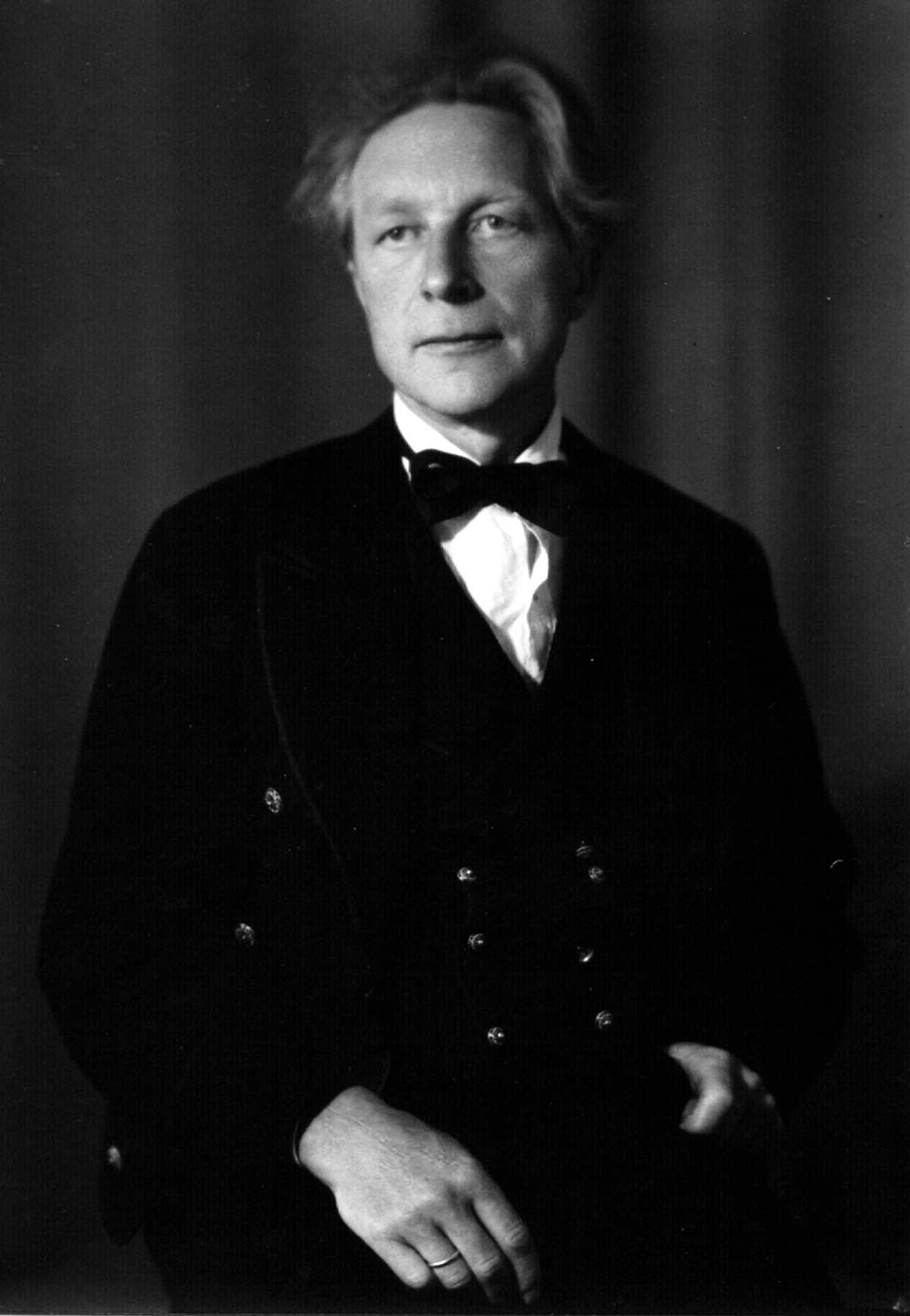
Eivind Groven. 1951

Eivind Groven (* 8. Oktober 1901 in Lårdal, Tokke, Telemark; † 8. Februar 1977 in Oslo) war ein norwegischer Komponist, Musikforscher, Musikethnologe und Erfinder einer reinstimmigen Orgel.

## Leben
Eivind Groven war der jüngste von fünf Söhnen des Lehrers und Landwirts Olav und seiner Frau Aslaug Rikardsdotter (geborene Berge). Beide Eltern kamen aus kulturbewussten Familien mit reicher Volksmusiktradition.
Groven wuchs im Landesteil Telemark auf. Bereits in frühen Jahren spielte er seljefløyte (Weidenflöte) und hardingfele (Hardangerfiedel). Notenlesen und -schreiben brachte er sich selbst bei, und bald notierte er Volksmusik, die er andere spielen hörte. Diese frühen Aufzeichnungen wurden später Ausgangspunkt für das große siebenbändige Werk Norsk folkemusikk (Norwegische Volksmusik), Hardingfeleverket genannt. Groven war auch außergewöhnlich mathematisch begabt, was sich später bei der Entwicklung der reinstimmigen Orgel als nützlich erweisen sollte.
Eivind Groven wurde wie sein Vater Lehrer. 1925 gab er seinen Lehrberuf auf und arbeitete fortan als freischaffender Komponist und Musikwissenschaftler. Im gleichen Jahr heiratete er seine Mitstudentin Ragna Hagen. Ihrer Ehe entstammen vier Kinder.
Von 1931 bis 1950 – mit Ausnahme der Kriegsjahre und deutschen Besetzung – arbeitete Groven für den norwegischen Rundfunk (NRK). Er war verantwortlich für die wöchentliche Volksmusikstunde im Radio.
1960 starb seine Frau Ragna. Zwei Jahre später heiratete er Signe Taraldlien aus Fyresdal. 1964 erkrankte er an Parkinson. Obwohl das Schreiben nach und nach schwerer wurde, komponierte er bis zuletzt weiter.

## Kompositorische Arbeit
Groven war in erster Linie Melodiker. Seine Themen sind prägnant und nicht so leicht zu vergessen. Viele seiner Melodien sind faktisch nicht Volkslieder, wie manche glauben, sondern von ihm selbst geschaffen. Die Volksmusik mit ihren melodischen, rhythmischen, gezielten und tonalen Strukturen macht immer die Basis aus. Bachs Stil empfand er als verwandt mit der Slåttemusik. Er studierte unter anderem Beethovens Partituren. Groven konnte so zum Beispiel die asymmetrische Form der Hardingfeleslåtte mit der klassischen Sonatenform kombinieren. Seine Freude an Klangfarben kommt in seiner Harmonik und Instrumentation zum Ausdruck. Groven hatte auch ein feines Gespür für Text, was sich in der Vertonung von Lyrik zeigt.
Schon als Student komponierte Groven, unter anderem Klavierstücke und Slåtter für die Hardingfele. 1926 schrieb er die Scenenmusik zu Hans E. Kincks Schauspiel Bryllupet i Genua (Die Hochzeit in Genua). Ein halbes Jahr später debütierte er offiziell als Komponist.
1932 komponierte er Brudgommen (Der Bräutigam), ein abendfüllendes Werk für Chor, Solisten und großes Orchester. Die Uraufführung fand 1933 statt und führte zu Debatten in der Presse.
Seine erste Sinfonie schrieb Groven als Beitrag zu einem Wettbewerb, den der norwegische Rundfunk (NRK) ausgeschrieben hatte. Sie wurde 1947 in New York mit großem Erfolg uraufgeführt. Während des Krieges arbeitete Groven mit der Entwicklung einer reinstimmigen Orgel und schrieb gleichzeitig seine zweite Sinfonie Midnattstimen (Mitternachtsstunde). Nach dem Krieg wurde sie mit großem Erfolg in Trondheim uraufgeführt. Einige Kritiker empfanden sie als Siegessinfonie. Das schwermütige Hauptthema des zweiten Satzes wird im letzten Satz von strahlenden, optimistischen Tönen abgelöst.
Ende der 1940er Jahre arbeitete Groven unter anderem an seinem Klavierkonzert in A-Dur. Es wurde 1950 in Bergen uraufgeführt.

## Die reinstimmige Orgel
Das Interesse für Naturtonarten und die Problematik der Reinstimmigkeit hatte Groven seit seiner Kindheit. Die Musikkultur, in der er aufwuchs, war nicht auf der Temperierung basiert. Als er im Alter von 13 Jahren ein harpeleik (eine griffbrettlose Zither, verwandt mit der Griffbrettzither langeleik) stimmen wollte, verstand er, dass die temperierte Stimmung ein unvollkommener Kompromiss war. Indem er die akustischen Eigenschaften einer in der Volksmusik verwendeten Weidenflöte (seljefløyte) untersuchte, stellte er seine These auf, dass die norwegische Volksmusik weitgehend auf der Naturtonreihe basiere.
In den 1930er Jahren baute er das erste reinstimmige Harmonium. Aber sein Ziel war ein Automat, mit dem man das Instrument während des Spiels umstimmen konnte. 1944 war sein Automat erfunden und mit Relais-Technik fertig gebaut. Alle Berechnungen hatte er nur mit Bleistift und Papier gemacht. Der Automat wurde an das Harmonium angeschlossen und unter anderem im norwegischen Radio demonstriert.
Eine reinstimmige Orgel hatte Groven 1953 fertiggestellt. Sie fand zunächst ihren Platz in der Trefoldighetskirken Oslo. Bereits Ende der 1940er Jahre hatte Albert Schweitzer von Grovens Arbeit mit der Problematik der Reinstimmigkeit erfahren und Kontakt mit Eivind Groven aufgenommen. 1954 kam er, um den Friedensnobelpreis entgegenzunehmen, nach Oslo und spielte auf der Orgel. „Das ist Wissenschaft“, sagte er zu Groven, „Sie machen den Wein, und ich trinke ihn.“
1971 ließ Groven ein eigenes Musikhaus in seinem Garten in Ekeberg in Oslo bauen, bekannt als Eivind Grovens Orgelhaus oder auch als Die Ekebergkathedrale. Hier bekam die reinstimmige Orgel ihren festen Platz. Interessierte Besucher können heute Grovens reinstimmige Orgeln nach Absprache im Orgelhaus besichtigen und hören.

## Kompositionen
1925
- Tøvær, Romanze (tekst: Herbrand Underberget). Gesang/Klavier
- Natt, Romanze (tekst: H. Underberget). Gesang/Klavier

1926
- Romansene fra skuespillet "Bryllupet i Genua" av Hans E. Kinck:
- Den Olme Hjort, Gesang/Klavier
- Rorpinden, Gesang/Klavier
- 1. og 2. AurikelGesang, Gesang/Klavier
- Mot nord, Gesang/Klavier
- Gulfardo, Gesang/Klavier
- Veronicas bøn, Gesang/Klavier. (1934 arrangiert für Orchester)
- Moen, fra novellen "sus" av Hans E. Kinck, Gesang/Klavier, (1934 arrangiert für Orchester)
- Du må lyse, Text von Hans E. Kinck, Gesang/Klavier
- Balladen om Toscanaland, Romanze, Text von Hans E. Kinck, Gesang/Klavier
- Å, så rødblond, Romanze, Text von Hans E. Kinck, Gesang/Klavier

1928 
- Hun var bare 16, Romanze, Text von Hans E. Kinck, Gesang/Klavier
- Jeg vil va’, fra romanen "Dr. Gabriel Jahr" von Hans E. Kinck, Gesang/Klavier. (1948 arrangiert für Orchester unter dem Tittel "Skumhvirvler")
- Marihand, Klavierwerk

1929 
- Fjellvind, Romanze, Gesang/Klavier
- Vårnatt (nicht vollendet), Gesang
- Neslandskyrkja, Text von M.B. Landstad. Gesang/Klavier
- Men en kveld, Romanze, Gesang/Klavier
- Mot vår, Klavierstücke, Melodie original von 1917. Orchestriert 1947
- Mai, Klavierstücke. Orchestriert 1947
- September, Klavierstücke. Orchestriert 1947

1930 
- Moderens Korstegn, Romanze, Text von Henrik Wergeland, Gesang/Klavier Orchestriert 1942
- På Hospitalet om Natten, Romanze, Text von Wergeland, Gesang/Klavier Orchestriert 1942. Chorsatz 1952
- Annen nat på Hospitalet, Romanze, Text von Wergeland, Gesang/Klavier
- Sommerfuglen, Romanze, Text von Wergeland, Gesang/Klavier

1931 
- På heksmo, Männerchorsatz, Text von Ingeborg Refling Hagen
- Svartfuglen, Romanze, Text von Theodor Dahl, Gesang/Klavier

1932 
- Mulig forveksling, Romanze, Text von Henrik Wergeland. Gesang/Klavier
- Til Sylvan, Männerchor, Text von Wergeland. 1973 arrangiert für gemischten Chor
- Stenen i Stefanens panne, Satz für gemischten Chor, Text von Wergeland

1933 
- Brudgommen, Solisten, Chor und Orchester. Nach einer Novelle von Ingeborg Refling Hagen
- Mot ballade, Chor und Orchester. Nach einer Novelle von Hans E. Kinck

1934 
- Præriekonens Bånsull, Frauenchor, Text von Ingeborg Refling Hagen. 1965 arrangiert für Gesang und Klavier
- På Sykeleiet, Romanze, Text von Wergeland, Gesang/Klavier.
- Serenade fra skuespillet "Venetianerne", Romanze, Text von Wergeland, Gesang/Klavier.
- Gyldenlak, Romanze, Text von Wergeland, Gesang/Klavier

1935 
- Renessanse, symfonisches Gedicht in sechs Sätzen, Nach einer Novelle von Hans E. Kinck. Das Werk "Lengsel og Dåd" ist der erste Satz von Renessanse, arrangiert für zwei Klaviere. Das Werk "Capriccio" von 1956 ist der zweite Satz arrangiert für Klavier.

1936 
- Historiske Syner, Tongedicht in drei Sätzen. Auch arrangiert für zwei Klaviere

1938 
- 1. symfoni, "innover Viddene", inspiriert von "Driftekaren" von Kinck, 1951 neue Version
- Fjelltonar, Tongedicht über Volksmusikstoff

1939 
- Bryllaupet i Skogen, kleines Orchester. Volksmusikstoff
- Beppos sang, von "Agilulf den vise" von Kinck. Gesang/Klavier
- Huldrelåt, kleines Orchester, Volksliedstoff

1942 
- Allehelgens dag, Frauenchor, Text von Ragna Groven

1945 
- Naturens tempel, Chor und Orchester, Text von Ragna Groven. Auch für Chor und Klavier und Orgelsolo unter dem Tittel "På hellig Grunn"

1946 
- Ivar Aasen-suite, Texte von Ivar Aasen. Chor und Orchester. Separat:
- Den tyngste sorg og møda, gemischter Chor
- Takk vere Gud, gemischter Chor
- Hugen, gemischter Chor
- Dei gamle fjelli, Klavier
- Dei vil alltid klaga og kyta, Klavier
- 2. Symfoni, "Midnattstimen". Großes Orchester
- Så høy en himmel, Romanze, Text von Arne Paasche Aasen, Gesang/Klavier

1948 
- Solstemning, Flöte/Klavier. Auch arrangiert für Flöte und Orchester

1950 
- Hjalarljod, Ouvertüre für Orchester
- Klavierkonsert, med stoff fra "Marihand". Auszug "laling og sull" für Flöte und Klavier

1954 
- Fantasi over religiøs folketone, Orgel

1955 
- Jotunheimen, Orchesterstücke über einer Melodie von Olav Sande zu einem Text von Aasmund Olavsson Vinje
- Nyperoser, Romanze, Text von Arne Paasche Aasen, Gesang/Klavier
- Guro rid til ottesong, blanda Chor, Text von Jørund Telnes.

1956 
- Symfoniske slåttar 1, Bureslått, springar og gangar (eigener Stoff). Der ”Springar” wurde 1962 für zwei Hardanger Fiedeln arrangiert

1957 
- Soga om ein by, Chorkantate, Soli, Chor und Orchester, Text von Halvor J. Sandsdalen.

1958 
- Forventning, kleines Orchester
- Olav Liljukrans, Solisten und Chor

1959 
- Barnets Åsyn, Chor, Text von Wergeland

1961 
- Hymne für Orgel
- Bruremarsj

1962 
- Balladetone, für zwei Hardanger Fiedeln. Auch für Reinstimmige Orgel
- Springar fra symfoniske slåttar 1 (1956), für zwei Hardanger Fiedeln
- Regnbogen, halling for to hardingfeler
- Margit Hjukse, Chor, Solisten und Hardanger Fiedel

1963 (Urauff. 1965) 
- Draumkvæe, Solisten, Chor und Orchester

1965 (Urauff. 1967) 
- Faldafeykir, symfonische Slåttar 2, Springar, Gangar und Halling. Großes Orchester. Teilweise Volksmusikstoff

1968 
- Tinnemannen, reinstimmige Orgel

## Diskografie
- Margit Hjukse, Opus 48; Brudgommen, Opus 16. Filharmonisk selskaps orkester; Det norske solistkor; hardingfele: Eivind Groven. Philips, 1965. 2 LP
- Hjalarljod: ouverture; Draumkvædet for soli, kor og orkester. Royal Philharmonic Orchestra; dirigent Per Dreier; Aurora, 1988. 1 CD
- Tyrielden: Eivind Groven spelar hardingfele. 2001. Utgitt som bilag til Årbok for norsk folkemusikk
- Piano concerto; Symphony no. 2. Trondheim symfoniorkester; dirigent Ole Christian Ruud; Wolfgang Plagge, Klavier. Simax, 1993. 1 CD
- Som symra rein og blå, Eivind Grovens reinstemde orgel. Medvirkende: På orgel: Kåre Nordstoga, Sigvart Fotland og Eivind Groven; Gesang: Knut Askje og Dagne Groven Myhren; tussefløyte og seljefløyte: Steinar Ofsdal. Heilo, 1999 1 CD
- Frå ottesong til elveleik. 16 korGesanger. Bergen domkantori; dirigent Magnar Mangersnes. Bergen digital, 2005. 1 CD.
- Towards the Mountains. Stavanger symfoniorkester; dirigent Eivind Odland. Naxos, 2007. Inneholder: Hjalarljod; Symfoni nr. 1, "Innover viddene"; Symfoniske slåttar nr. 1; Faldafeykir, symfoniske slåttar nr 2.
- Mot ballade, Filharmmonisk selskaps orkester og Akademisk korforening, dir. Arnulv Hegstad. Plata innholder og
- Cappriccio for Klavier m,. Jens Harald Brattlie
- Solstemning, Per Øien, fløyte, Kåre Ørnung, Klavier
- Romanzer med tekster av Wergeland og Kinck, solister Åse Normo Løvberg og Gunstein Draugedalen. Akk. Robert Levin. Philips, 1975
- Med hardingfele og seljefløyte på gamle og nye vegar Eivind Groven spiller. Dagne Groven Myhren Gesang. (Heilo)